# David Babunski
David Babunski, född 1 mars 1994, är en makedonsk fotbollsspelare som spelar för FC Botoani.
David Babunski har spelat åtta landskamper för det makedonska landslaget.